# Ilha Melville (Canadá)
A Ilha Melville (silabário inuktitut: ᐃᓗᓪᓕᖅ, inuktitut: Ilulliq) é uma vasta e desabitada ilha do Arquipélago Ártico Canadiano, com área de 42 149 km². É a 33.ª maior ilha do mundo e a oitava maior do Canadá. Pertence ao arquipélago das Ilhas da Rainha Isabel. Administrativamente, a ilha está dividida entre os Territórios do Noroeste (parte ocidental) e Nunavut (parte oriental). As montanhas da ilha são das maiores do Ártico do Canadá, com cotas de até mais de 700 metros de altitude. 
A ilha tem escassa vegetação. Nos únicos lugares aptos para a vida vegetal pode-se observar líquenes, musgos, ervas e Cyperaceaes. A única espécie lenhosa é o Salix herbacea. Contudo, na ilha há uma importante colónia de vida animal, composta principalmente por ursos-polares, caribus, bois-almiscarados, raposas-do-ártico, lobos-do-ártico, lebres-do-ártico e arminhos. Em 2003, uma expedição da Universidade de Alberta avistou um urso-pardo bem como rastos do seu percurso, sendo este o registo visual mais setentrional desta espécie. 
A ilha Melville foi a primeira que visitou o explorador britânico William Parry em 1819. A sua expedição terá sido forçada a passar o inverno no hoje chamado "Winter Harbour," até 1 de agosto de 1820, devido ao congelamento do mar.